# Казалвекио Сикуло
Казалвекио Сикуло (итал. Casalvecchio Siculo) је насеље у Италији у округу Месина, региону Сицилија.
Према процени из 2011. у насељу је живело 423 становника. Насеље се налази на надморској висини од 421 м.

## Становништво
| 1936. | 1951. | 1961. | 1971. | 1981. | 1991. | 2001. | 2011. |
| ----- | ----- | ----- | ----- | ----- | ----- | ----- | ----- |
| 3.204 | 3.057 | 3.028 | 2.299 | 1.702 | 1.447 | 1.152 | 907   |